# Symphyotrichum cordifolium
Symphyotrichum cordifolium — вид многолетних травянистых растений рода Symphyotrichum.

## Синонимы
По данным The Plant List:
- Aster cordifolius L.
- Aster cordifolius var. alvearius E.S.Burgess
- Aster cordifolius var. furbishiae Fernald
- Aster cordifolius var. glabratus Hollick & Britton
- Aster cordifolius var. incisus Britton
- Aster cordifolius var. laevigatus Porter
- Aster cordifolius subsp. laevigatus (Porter) A.G.Jones
- Aster cordifolius var. lanceolatus Porter
- Aster cordifolius var. moratus (Shinners) Shinners
- Aster cordifolius var. pedicellatus E.S.Burgess
- Aster cordifolius var. polycephalus Porter
- Aster cordifolius var. racemiflorus Fernald
- Aster cordifolius subsp. sagittifolius (Wedem. ex Willd.) A.G.Jones
- Aster cordifolius var. sagittifolius (Wedem. ex Willd.) A.G.Jones
- Aster finkii var. moratus Shinners
- Aster heterophyllus Willd.
- Aster lecophyllus Porter
- Aster leiophyllus Porter
- Aster leiophyllus var. incisus (Britton) Porter
- Aster leiophyllus var. lanceolatus (Porter) Porter
- Aster lowrieanus Porter
- Aster lowrieanus var. incisus (Britton) Porter
- Aster lowrieanus var. lanceolatus (Porter) Porter
- Aster pallidulus B.Vogel
- Aster plumarius E.S.Burgess
- Aster pubescens Nees
- Aster pubescens Hornem.
- Aster sagittifolius Wedem. ex Willd.
- Leiachenis cordifolia (L.) Raf.
- Solidago cordifolia (L.) Moench
- Symphyotrichum cordifolium var. furbishiae (Fernald) G.L.Nesom
- Symphyotrichum cordifolium var. lanceolatum (Porter) G.L.Nesom
- Symphyotrichum cordifolium var. moratum (Shinners) G.L.Nesom
- Symphyotrichum cordifolium var. polycephalum (Porter) G.L.Nesom
- Symphyotrichum cordifolium var. racemiflorum (Fernald) G.L.Nesom
- Symphyotrichum lowrieanum (Porter) G.L.Nesom
- Symphyotrichum sagittifolium (Wedem. ex Willd.) G.L.Nesom

## Распространение и экология
Восток Северной Америки.
Лесные опушки, берега ручьёв, различные открытые местообитания, а также городские районы. В местах перекрытия ареалов образует гибриды Symphyotrichum × tardiflorum скрещиваясь с Symphyotrichum puniceum. Цветение с августа по октябрь.
Встречается на высотах от уровня моря до 1200 метров над уровнем моря в Аппалачах.

## В культуре
Используется в качестве декоративного садового растения, а также на срезку для разнообразных аранжировок и букетов.

## Сорта
Некоторые сорта отмечены премией Award of Garden Merit Королевским садоводческим обществом Великобритании.
- Aster cordifolius 'Sweet Lavender'[2]
- Aster cordifolius 'Chieftain'[3]
- Aster 'Little Carlow' (syn. Aster cordifolius 'Little Carlow'). Высота 45—60 (реже 100) см. Язычковые цветки фиолетово-синие, трубчатые жёлтые. Диаметр соцветий около 2 см[4]. Цветение: сентябрь-октябрь. Зоны морозостойкости: 4—8. Сорт получен в результате скрещивания Symphyotrichum novae-angliae × Symphyotrichum cordifolium. Рекомендуется выращивать в местах хорошо освещаемых солнцем[5].